# Miroslava Federer
Miroslava „Mirka” Federer, z domu Vavrinec, właściwie Vavrincová (ur. 1 kwietnia 1978 w Bojnicach) – szwajcarska tenisistka pochodzenia słowackiego, występująca na światowych kortach od 1998 do 2002 roku, klasyfikowana w rankingu WTA na 76. miejscu w grze pojedynczej (2001) i na 214. miejscu w grze podwójnej (1998), reprezentantka Szwajcarii w Pucharze Federacji, Pucharze Hopmana i na letnich igrzyskach olimpijskich. Żona Rogera Federera. Tenisistka praworęczna.

## Kariera tenisowa
Miroslava Vavrinec w 1987 roku pojechała ze swoim ojcem na turniej tenisowy do niemieckiego Filderstadt, gdzie poznała Martinę Navrátilovą. Mistrzyni zasugerowała jej, by spróbowała grać w tenisa. Później wybitna Amerykanka przesłała dziesięciolatce rakietę i zaaranżowała pierwszą lekcję gry w tenisa.
W 1995 roku Vavrinec rozpoczęła występy w juniorskich turniejach Międzynarodowej Federacji Tenisowej. W czerwcu doszła do trzeciej rundy French Open w singlu dziewcząt do lat osiemnastu, próbowała też swoich sił w Wimbledonie. W gronie juniorek notowana na 150. miejscu w klasyfikacji gry pojedynczej w grudniu 1995.
Status profesjonalnej tenisistki otrzymała 15 stycznia 1998 roku.

### Gra pojedyncza
Miroslava Vavrinec nigdy nie wygrała turnieju WTA w grze pojedynczej, ale w 2000 roku czterokrotnie dochodziła do ćwierćfinałów takich zawodów. W klasyfikacji gry pojedynczej znalazła się najwyżej na 76. miejscu według notowań z dnia 10 września 2001.
Szwajcarka po raz pierwszy wystąpiła w kobiecej imprezie pod szyldem ITF w czerwcu 1993 w Mursce, gdzie doszła do drugiej rundy. W maju 1994 otrzymała dziką kartę, umożliwiającą jej start w eliminacjach do turnieju WTA w Lucernie, ale odpadła z nich po pierwszym meczu. We wrześniu doszła do swojego pierwszego finału zawodów ITF w Klużu-Napoce; tam przegrała walkę o tytuł z Adrianą Rikl Gersi. W styczniu po raz drugi zdobyła tego rodzaju wicemistrzostwo, a miało to miejsce w Båstad. Debiutancki tytuł zdobyła w marcu 1997 w Tel Awiwie, eliminując w pierwszej rundzie Hanę Šromovą, rozstawioną z najwyższym numerem. W listopadzie przedostała się do trzeciej rundy kwalifikacji turnieju WTA w Pattaya.
W pierwszej połowie 1999 roku wygrała zmagania w Clearwater oraz zagrała w finałach w Boca Raton, Rockford i Nodzie, co zapewniło jej awans do drugiej setki światowego rankingu. W efekcie przebrnęła eliminacje do wielkoszlemowego French Open i właśnie tam odnotowała swój debiut w profesjonalnym cyklu rozgrywkowym. W swoim pierwszym oficjalnym meczu przegrała z Mariaan de Swardt 0:6, 4:6. Dwa tygodnie później odniosła pierwsze zwycięstwo w drabince głównej WTA, pokonując 7:5, 6:3 Ancę Barnę w Taszkencie.
Rok 2000 rozpoczęła od awansu do pierwszego w karierze ćwierćfinału WTA. Dokonała tego w Auckland, wygrywając z Maríą Sánchez Lorenzo (41 WTA) i Nurią Llagosterą Vives; po tym turnieju znalazła się w gronie stu najlepszych tenisistek świata. Zadebiutowała w Australian Open, a wiosną odnotowała dwa kolejne ćwierćfinały – w Estoril i Budapeszcie. Do listy pokonanych przez siebie zawodniczek dodała Sarah Pitkowski (32 WTA). Wystąpiła w letnich igrzyskach olimpijskich w Sydney, a w październiku osiągnęła największy sukces w swojej karierze. W Tokio przeszła eliminacje, a następnie doszła do ćwierćfinału, zatrzymana przez najwyżej rozstawioną Julie Halard-Decugis. Jak się później okazało, był to jej ostatni ćwierćfinał WTA.
W 2001 roku tylko raz przekroczyła drugą rundę zawodów, notując jednocześnie swój najlepszy rezultat wielkoszlemowy. Wygrała z Cristiną Torrens Valero i Taccianą Puczak, ale przegrała z Justine Henin. W 2002 nie wygrała ani jednego z pięciu rozegranych meczów. Jej ostatni występ miał miejsce w pierwszej rundzie kwalifikacji do turnieju w Budapeszcie w kwietniu; została pokonana 6:4, 6:3 przez Magdalenę Zdenovcovą.

### Gra podwójna
Występy w konkurencji gry podwójnej rozpoczęła w 1992 roku w rozgrywkach Międzynarodowej Federacji Tenisowej. W październiku 1993 wygrała zmagania w Langenthal w parze z Nathalie Tschan. Debiut w zawodach WTA odnotowała w czerwcu 1999 w Taszkencie, ale razem z Hilą Rosen przegrały tam w pierwszej rundzie; podobnie zakończyły się jej występy w Zurychu i Kuala Lumpur. Ostatecznie Vavrinec nigdy nie wygrała spotkania w WTA Tour w grze podwójnej i klasyfikowana była najwyżej na 214. miejscu według notowań z dnia 24 sierpnia 1998; nigdy też nie wystartowała w turnieju wielkoszlemowym w tej konkurencji.

### Występy reprezentacyjne
Miroslava Vavrinec rozegrała dwa spotkania w barwach Szwajcarii w ramach rozgrywek o Puchar Federacji. Były to pojedynki deblowe, pierwszy w I rundzie Grupy Światowej w 1994 przeciwko Kanadyjkom, drugi sześć lat później w fazie grupowej przeciwko Słowaczkom. Obydwa te mecze, partnerując najpierw Manueli Schwermann, a potem Patty Schnyder, przegrała.
W roku 2000 zakwalifikowała się do letnich igrzysk olimpijskich w Sydney. W pierwszej rundzie gry pojedynczej trafiła na Jelenę Diemientjewą i została pokonana 6:1, 6:1; w grze podwójnej razem z Emmanuelle Gagliardi musiały uznać wyższość Wenezuelek, Milagros Sequery i Maríí Vento-Kabchi.
W 2002 otrzymała zaproszenie do występu w Pucharze Hopmana razem ze swoim partnerem, Rogerem Federerem. Szwajcarzy przegrali wówczas wszystkie konfrontacje grupowe, jedyny punkt zdobył Federer w meczu z Mariano Zabaletą i zakończyli zmagania na trzecim miejscu w grupie B. Od tamtego czasu zawodnicy z Helwecji nie wystąpili w pokazowym turnieju w Perth.

### Zakończenie kariery
Miroslava Vavrinec ogłosiła zakończenie kariery tenisowej w 2002 roku z powodu przewlekłej kontuzji stopy, uniemożliwiającej jej występy w turniejach tenisowych. Przez cztery lata profesjonalnych występów wygrała trzy turnieje singlowe ITF i jeden deblowy, zarobiła na korcie ponad 260 tysięcy dolarów, zwyciężyła 202 indywidualne spotkania spośród 361 rozegranych. Rok 2000 zakończyła w gronie stu najlepszych zawodniczek świata, na 88. miejscu. Spośród startów wielkoszlemowych najlepszym okazał się dla niej US Open 2001, kiedy to doszła do trzeciej rundy.
Vavrinec, która już wówczas związana była z Rogerem Federerem, zaczęła odtąd pracować jako jego menedżerka.

## Życie prywatne

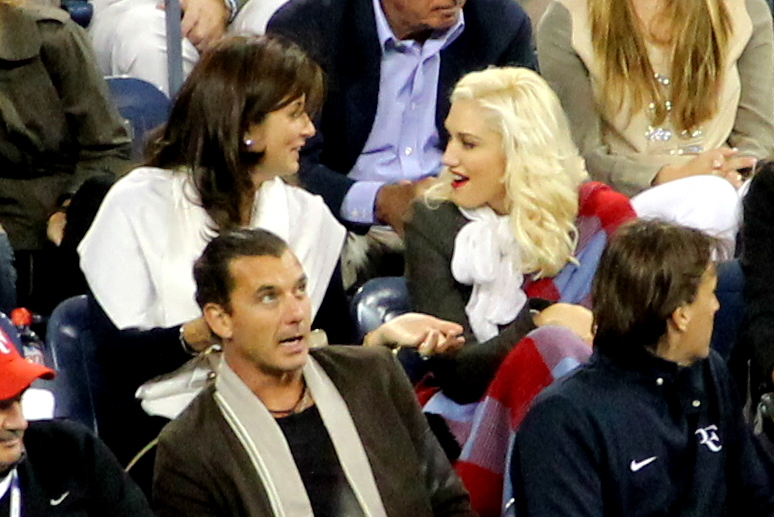
Miroslava Federer, po lewej stronie (2010)

Kiedy miała dwa lata, jej rodzina przeprowadziła się do Szwajcarii, a jej nazwisko Vavrincová przybrało formę Vavrinec. Rodzice Miroslavy są właścicielami sklepu z biżuterią i mieszkają w Szafuzie.
Podczas letnich igrzysk olimpijskich w Sydney Miroslava poznała swojego kolegę z reprezentacji, Rogera Federera i wkrótce została jego życiową partnerką i menedżerką. Po zakończeniu kariery towarzyszyła mu we wszystkich występach turniejowych. Para zawarła związek małżeński 11 kwietnia 2009 w rodzinnym mieście tenisisty, Bazylei. 23 lipca przyszły na świat ich córki bliźniaczki, Myla Rose i Charlene Riva. W grudniu 2013 Federer oznajmił, że jego żona spodziewa się narodzin kolejnego dziecka, a 6 maja 2014 urodzili się ich synowie bliźniacy, Leo i Lenny.
W 2010 roku rodzina Federerów przeprowadziła się do miejscowości Wollerau w kantonie Schwyz ze względu na obowiązujące tam niższe podatki. Roger Federer jest najlepiej zarabiającym tenisistą w dziejach tego sportu.